# 요르단 여자 축구 국가대표팀
요르단 여자 축구 국가대표팀은 요르단을 대표하는 여자 축구 대표팀으로 요르단 축구 협회에서 관리한다. 각종 국제 대회에서 좋은 성과를 거두는 남자 대표팀과는 달리 여자 대표팀은 아시아 전체에서는 최약체로 평가되고 있지만 서아시아 및 아랍권에서는 최강팀으로 불리고 있으며 2005년 9월 23일 자국에서 열린 팔레스타인과의 2005년 WAFF 여자 챔피언십 1차전에서 국제 A매치 첫 경기를 치렀다.

## 국제 대회 경력

### AFC 여자 아시안컵
2014년 AFC 여자 아시안컵을 통해 사상 첫 아시안컵 본선 무대를 밟았고 뒤이어 2018년 대회에도 출전했지만 통산 6경기에서 승점 단 1점도 얻지 못한 채 6전 전패를 기록하며 두 대회 모두 조별리그 탈락의 쓴 맛을 봤으며 이 과정에서 득점은 5골에 그쳤고 무려 29골을 얻어맞았다.

### 아시안 게임
아시안 게임에는 3번 출전하였으나 3번의 대회에서 통산 1무 8패의 처참한 성적을 거두며 단 한번도 조별리그를 통과하지 못했다. 

### WAFF 여자 챔피언십
WAFF 여자 챔피언십에는 8번의 대회에 모두 출전하여 이 중 6번의 대회(2005년, 2007년, 2014년, 2019년, 2022년, 2024년)에서 우승컵을 들어올렸고 2010년 대회에서는 준우승을 차지하는 등 8번의 대회에서 모두 4강 이상의 성적을 거두면서 이 대회 최다 우승국 타이틀을 보유하고 있다.

### 아랍 여자 챔피언십
아랍 여자 챔피언십에는 2번 참가했고 이 중 2021년 대회에서 우승컵을 들어올리면서 서아시아 뿐만 아니라 아랍권에서도 최강팀의 입지를 단단히 굳혔다.

## 기타 국제 대회 경력
2010년 아라비아컵에서는 우승을 차지했고 2013년 동남아시아 여자 축구 선수권 대회에서는 초청팀 자격으로 출전하여 1승 3패로 조별리그에서 탈락했다.

## 성적

### FIFA 여자 월드컵
- 2007년: 불참
- 2011년 ~ 2023년: 진출 실패

### 올림픽 축구
- 2008년: 예선 도중 기권
- 2012년 ~ 2020년: 진출 실패

### AFC 여자 아시안컵
- 2006년 ~ 2008년: 불참
- 2010년: 진출 실패
- 2014년: 조별 리그
- 2018년: 조별 리그

### 아시안 게임
- 2006년: 조별 리그
- 2010년: 조별 리그
- 2014년: 조별 리그
- 2018년: 불참

### 서아시아 여자 축구 선수권 대회
- 2005년: 우승
- 2007년: 우승
- 2010년: 준우승
- 2011년: 4위
- 2014년: 우승
- 2019년: 우승

## 같이 보기
- 요르단 축구 국가대표팀